# Lulonga (Fluss)
Der Lulonga (Swahili: Mto Lulonga, französisch: Rivière Lulonga, niederländisch: Lulonga Rivier) ist ein Fluss in der Provinz Équateur der Demokratischen Republik Kongo. Von seinem Beginn in der Stadt Basankusu ist er etwa 200 km lang. Dort vereinigen sich Lopori und Maringa. Der Lulonga-Fluss mündet beim Dorf Lolanga in den Kongo.

## Geschichtliches
Ernest Baert, belgischer Soldat, Forschungsreisender und Kolonialadministrator, fuhr Anfang 1890 den Lulonga-Fluss hinauf zum Maringa, folgte diesem flussaufwärts und gründete in Bauru einen Posten, „um Einfälle von Sklavenhändlerbanden zu bekämpfen und zu verhindern.“ Im Mai 1890 gründete er, ebenfalls zur Bekämpfung arabischer Überfälle und des Sklavenhandels, den Posten Basankusu am Zusammenfluss von Maringa und Lopori.
Der belgische Soldat und Forschungsreisende Charles Lemaire, dem Ende 1890 die Leitung des zu der Zeit neu gegründeten Bezirks Équateur übertragen worden war, führte bis 1893 aus europäischer Sicht erste geografische, ethnografische und botanische Erkundungen am Flusslauf durch.